# Бижеревичи
Бижеревичи (бел. Біжаравічы) — деревня в Пинском районе Брестской области Белоруссии. В составе Боричевичского сельсовета. Население — 47 человек (2019).

## География
Бижеревичи находятся в 25 км к юго-востоку от центра Пинска. Деревня лежит в низменном заболоченном регионе в междуречье Припяти (протекает в 7 км к северу) и Стыра (в 3 км к югу). Вокруг деревни существует обширная сеть мелиорационных каналов со стоком в обе реки. Через деревню проходит местная дорога Лемешевичи — Вуйвичи, от которой здесь ответвляется тупиковая дорога в деревню Гольцы.

## История
Поселение впервые упомянуто в 1498 году под именем Безеревичи. В 1528 году имение принадлежало хорунжему пинскому Семёну Юхновичу, основателю одной из ветвей («чёрной») дворянского рода Орда. Орды владели Бижеревичами на протяжении более 400 лет вплоть до 1939 года. За это время его наследовали 10 поколений по мужской линии. Последним владельцем был Януш Орда, которому имение принадлежало с 1924 по 1939 год.
После второго раздела Речи Посполитой (1793) в составе Российской империи, деревня входила в состав Пинского уезда.
В конце XIX — начале XX века Орды выстроили в имении новый усадебный дом, пришедший на смену старому обветшавшему деревянному зданию. Строительство начал Кароль Орда, а закончил в 1904 году его брат Станислав.
Согласно Рижскому мирному договору (1921) деревня вошла в состав межвоенной Польши. С 1939 года в составе БССР. Во время Великой Отечественной войны здание усадебного дома и хозпостройки были полностью уничтожены. От усадьбы остались лишь фрагменты аллей, мелиоративных каналов и разрушенное фамильное кладбище.

## Достопримечательность

#### Утраченное наследие
- Усадьба Ордов